# Нео ГСЗ
Нео ГСЗ или Гимнастик Стадион Зенон (на гръцки: Γυμναστικός Σύλλογος Ζήνων; Γ.Σ.Ζ.) е футболен стадион, намира се в Ларнака, Кипър. Служи за домакинските срещи на АЕК Ларнака и Алки.
Стадионът е с 13 032 места. През 2006 г. е домакин на финала за купата на Кипър между АПОЕЛ и АЕК Ларнака, завършил 3:2 в полза на символичните домакини.
Най-голямото събитие до този момент е финалът от европейското първенство до 19 г. между отборите на Република Ирландия и Германия.
Стадионът се използва понякога и от националния отбор на Кипър.